# 수수께끼/싫어!싫다고!싫어! ~Sweet Teens ver.~
〈수수께끼/싫어!싫다고!싫어! ~Sweet Teens ver.~〉(일본어: 謎/ヤダ!嫌だ!ヤダ! 〜Sweet Teens ver.〜 나조/야다!이야다!야다! ~스이토 틴즈바존)[*])은 2015년 9월 16일에 발매된 La PomPon의 세 번째 싱글이다.

## 해설
〈수수께끼〉(謎)는 요미우리 TV 닛폰 TV계 애니메이션 《명탐정 코난》의 여는 곡이 결정되며, 같은 애니메이션의 첫 번째 여는 곡이기도 하는, 코마츠 미호의 노래 〈수수께끼〉(1997년)의 커버이다. 2016년에는 한국어 버전으로 재녹음하여 대한민국의 투니버스에서 방영되고 있는 《명탐정 코난》의 주제가로 사용됐으며 2017년 2월 16일에 디지털 음원으로 공개됐다.
커플링곡인 〈싫어!싫다고!싫어! ~Sweet Teens ver.~〉(ヤダ!嫌だ!ヤダ! 〜Sweet Teens ver.〜)는 오구로 마키의 악곡 제공에 의한 것이다.

## 수록곡
초회한정반CD
1. 싫어!싫다고!싫어 ~Sweet Teens ver.~(ヤダ!嫌だ!ヤダ! 〜Sweet Teens ver.〜)
작사 · 작곡: 오구로 마키, 편곡: 오시마 코스케
2. 수수께끼(謎)
작사 · 작곡: 코마츠 미호, 편곡: 오자와 마사즈미
3. 싫어!싫다고!싫어! ~Sweet Teens ver.~ (remix)
4. 싫어!싫다고!싫어! ~Sweet Teens ver.~ (Instrumental)
5. 수수께끼 (Instrumental)

명탐정 코난반
1. 수수께끼
작사 · 작곡: 코마츠 미호, 편곡: 오자와 마사즈미
2. 싫어!싫다고!싫어! ~Sweet Teens ver.~
작사 · 작곡: 오구로 마키, 편곡: 오시마 코스케
3. 수수께끼 (TV SIZE)
4. 수수께끼 (love remix)
5. 수수께끼 (Instrumental)
6. 싫어!싫다고!싫어! ~Sweet Teens ver.~ (Instrumental)

통상반
1. 수수께끼
작사 · 작곡: 코마츠 미호, 편곡: 오자와 마사즈미
2. 싫어!싫다고!싫어! ~Sweet Teens ver.~
작사 · 작곡: 오구로 마키, 편곡: 오시마 코스케
3. 롯폰기 선창 (ロッポンギ音頭)
4. 수수께끼 (Instrumental)
5. 싫어!싫다고!싫어! ~Sweet Teens ver.~ (Instrumental)
6. 롯폰기 선창 (Instrumental)

## 발매일
| 국가     | 일정            | 포맷                | 레이블     |
| -------- | --------------- | ------------------- | ---------- |
| 일본     | 2015년 9월 16일 | CD, 디지털 다운로드 | 빙         |
| 대한민국 | 2017년 2월 16일 | 디지털 다운로드     | 씨엔엘뮤직 |

| TV 애니메이션 《명탐정 코난》 여는 곡 2015년 9월 5일 (790화) ~ 2015년 12월 12일 (803화) |                        |                               |
| 이전 곡: 브레이커즈 〈WE GO〉                                                           | La PomPon 〈수수께끼〉 | 다음 곡: 이나바 코시 〈날개〉 |